# Вільсанді (острів)
Ві́льсанді (ест. Vilsandi) — острів на заході Естонії у Моонзундському архіпелазі. Острів Вільсанді розташований в повіті Сааремаа волості Кіхельконна і є одним з найзахідніших островів Естонії. Його площа становить 8,75 км². Довжина водного шляху від пристані Папіссааре до пристані Вікаті на острові Вільсанді становить 10 км.

## Історія
Вважають, що острів з'явився внаслідок підняття дна моря близько 2000 років тому. До XVII століття ця частина суходолу була двома окремими островами: Сурр-Вільсанді (Великий Вільсанді) та Вяйке-Вільсанді (Малий Вільсанді). В 1703 році судно, що належало голландцю Йохану Доллу, сіло на мілину і затонуло в Балтійському морі. Доллу вдалося дістатися до берега на сусідній острів і він назвав острів Фелсланд, що означає скелястий острів. З часом назва трансформувалась у Вільсанді. Постійне населення на острові з'явилося в XVIII столітті, коли сюди переселилися сільські родини із заходу Сааремаа. Майже для 200 осіб морська галузь стала основним джерелом доходу: вони займалися рибальством, суднобудуванням, морською торгывлею, далекими плаваннями тощо.
У 1809 році тут побудований маяк. У 1927 році у Вільсанді відкритий музей. У 1944 році понад 150 жителів острова, в основному шведи, втекли до Швеції.

## Національний парк Вілсанді
14 серпня 1910 року на острові засновано один з перших заповідників у Східній Європі — пташиний заповідник Вайка, з якого виріс нинішній національний парк Вільсанді. Острів Вільсанді, є центральною частиною національного парку. На оточуючих Вільсанді маленьких острівцях зупиняються, харчуються, гніздяться десятки тисяч морських птахів. Вільсанді вважається пташиним заповідником міжнародного значення і вищої категорії.
Рослинність на Вільсанді вивчають понад сто років. Його рослинність типова і негуста, вона рясніє рідкісними видами. Фауна острова, завдяки охоронній діяльності національного парку, численна, зокрема, можна виділити велику популяцію тев'яків.
До Вільсанді можна доплисти на човні від пристані Папіссааре, за мілководною течією на позашляховику від півострова Кууснимме, а також туристичною стежкою, яка починається від півострова Кууснимме через протоку Кякісільма до Вяйке-Вільсанді.